# Lucas Bernoulli
Lucas Bernoulli-Gries (* 19. April 1907 in Berlin; † Oktober 1976 in Basel) war ein Schweizer Architekt und Politiker (LdU) aus der Familiendynastie Bernoulli.
Als Sohn des Architekten Hans Bernoulli kam Lucas mit fünf Jahren nach Basel, wo er das Humanistische Gymnasium und die Obere Realschule besuchte. An den Technischen Hochschulen Berlin-Charlottenburg und München studierte er Architektur, und übte seinen Beruf dann in Berlin, Paris und Zürich aus. Ab 1940 arbeitete er an der Allgemeinen Gewerbeschule Basel als Lehrer für konstruktives Zeichnen. Von 1960 bis 1963 war Bernoulli Präsident der Basler Schulsynode.
Bernoulli wandte sich der Partei seines Vaters zu, dem Landesring der Unabhängigen (LdU), für den er von 1941 bis 1944, von 1950 bis 1953, von 1956 bis 1968 und in den 1970er Jahren als Freiwirtschafter Mitglied im Grossen Rat des Kantons Basel-Stadt war und in verschiedenen Kommissionen mitwirkte. In seiner Wohngemeinde Riehen gehörte er von 1966 bis 1974 dem Weiteren Gemeinderat an. Zwischen 1966 und 1969 war er in Basel auch Partei- bzw. Fraktionspräsident seiner Partei.

„Mit dem reichen Rüstzeug des begabten Architekten trug er im kantonalen Parlament wertvoll zur Lösung der staatlichen Bauaufgaben bei, und ebenso leistete er für das Gemeinwesen in der Verkehrs- und Theaterkommission gewissenhafte und fruchtbare Arbeit. Hochgeschätzt war auch seine Tätigkeit als Ersatzrichter am Zivilgericht in den Jahren 1966–1970…“

„Als echte Persönlichkeit war er hartnäckig in seinen Überzeugungen, der ausser Grund und Boden möglichst viel der privaten Initiative und nicht dem Staat überlassen wollte.“